# Lista personajelor din Soy Luna
Aceasta este o listă a personajelor serialului Soy Luna, difuzat pe Disney Channel.

## Personaje principale

### Luna Valente
Luna Valente (interpretată de Karol Sevilla) este fiica adoptată de Miguel și Monica Valente. Luna are vârsta de 16 ani, ochi verzi, păr maro și ondulat (în sezonul 3 devine blondă). Luna este fericită, spontană, veselă, iubitoare, inteligentă și o patinatoare bună. Ea este cea mai bună prietenă a lui Simón la locul de muncă, patinaj și în viața de zi cu zi. Ea are două pasiuni: familia sa, deși a fost adoptată, și Luna are multă dragoste și respect pentru prietenii ei. Simon este îndrăgostit de Luna, și ea nu bănuiește, deoarece l-a văzut întotdeauna ca pe un prieten, dar va fi un pic confuză cu privire la sentimentele sale între Simon și Matteo. Luna este, de asemenea, prietenă cu Nina, dar când se va opri la Jame & Roller, va trebui să-și arate talentul și să se lupte cu multe obstacole, cum ar fi o indecizie între Matteo și Simon. Dar Luna are rivali periculoși, chiar fără să știe: Ámbar, și prietenele ei Delfi și Jazmin. Ea este, de fapt, fiica lui Bernie și a lui Lili Benson, Sol Benson.

### Matteo Balsano
Matteo Balsano (interpretat de Ruggero Pasquarelli) este iubitul lui Ámbar și cel mai bun prieten al lui Gastón. El are 17 ani. Matteo este un tip foarte fermecător și sigur pe sine, are ochii negri și părul șaten. Este un copil frumos, inteligent, politicos și băgăcios și foarte arogant după spusele Lunei îi este frică să arate adevărul. La Jam & Roller, Matteo și Ámbar sunt considerați regii pistei. Matteo are certitudinea absolută că fiecare fată are o pasiune pentru el, dar asta nu pare să se aplice la Luna,de-asta Luna va fi mult mai speciala in ochii lui Matteo.El ascunde foarte bine atractia lui fata de Luna,insa inima lui il da de gol,asa ca intre Luna si el se intampla multe momente dragute,iar cei doi recunosc intr-un final ca se iubesc. Se plângea mereu de mâncarea făcută de Mónica.

### Ámbar Smith
Ámbar Stephanie Smith (interpretată de Valentina Zenere) este prietena lui Matteo și fina lui Sharon Benson. Ámbar are părul blond (in sezonul 3 roz) și lungimea umerilor ondulați, este o fată drăguță, elegantă, educată și sofisticată, enervanta,bagacioasa  dar uneori pare a fi nepoliticoasă și periculoasă de ambiție și nedeterminată. Un manipulator atât pare necesar. Ambar este inteligentă și un skater bun. La Jam & Roller, ea și cu Matteo, sunt considerți regii pistei. Ambar, Delfi și Jazmin au un blog numit Fab and Chic și vorbesc despre patinaj, machiaj și desigur, modă. Ei nu-i place de Luna, deoarece ea crede că fata încearcă să-i fure tot ce-i aparține. Ambar și prietenele ei vor face orice pentru a scăpa de Luna.

### Simón Álvarez
Simón Álvarez (interpretat de Michael Ronda) este cel mai bun prieten al Lunei, este întotdeauna dispus să o ajute și să știe ce să facă pentru a o face fericită când ea are nevoie. El a părăsit viața si familia din Mexic, pentru a putea să rămână cu Luna de care este îndrăgostit, iar Luna implică pasiune, de asemenea, în muzică și patinaj. Este chitarist într-o trupă numită Roller Band, a cărui membri mai sunt Nico și Pedro. Simón și Matteo se urăsc, luptă vii și tachinarea, pentru a-i atrage atenția Lunei.

### Emilia Mansfield
Emilia Mansfield (interpretata de Giovanna Reynaud) Este un personaj negativ, e cea mai buna prietena a lui Àmbar în sezonul 3. În sezonul 2 apare că liderul echipei Sliders. Tot în sezonul 3, împreuna cu Àmbar Benicio și Ramiro formează echipa Red Sharks. Este îndrăgostită mai întâi de Matteo și Ramiro, mai apoi de Benicio.

### Delfina "Delfi"
Delfina (interpretată de Malena Ratner) este cea mai bună a lui Ámbar în liceu, patinoar și viață. Delfina este frumoasă, ca și cum ar fi Gastón. Totul se schimbă atunci când ea începe să își dezvăluie viața ei de dragoste pentru Pedro, și se sfârșește prin care se încadrează în dragoste cu el.

### Gastón
Gastón Perida (interpretat de Agustin Bernasconi) este cel mai bun prieten al lui Matteo. Este confidentul și consilierul său și este singurul care știe cu adevărat de bine. Pasiunile sale sunt de a citi și patinaj. Dar ce se întâmplă când el ajunge să se îndrăgostească de Felicity. Pentru un moment, care este un profil creat de Nina.

### Jazmin
Jazmin Carvayal (interpretată de Katja Martinez) este una dintre prietenele lui Ámbar și îmbunătățiri. Viața sa conectează în rețelele sociale, și într-adevăr, pasiunea sa de opiniile altora. Ea se îndrăgostește de Simon, în care nu după multă conversație, uită și se îndrăgostește de Arcade, un argentinian utilizator YouTuber.

### Jim
Jimena "Jim" (interpretată de Ana Jara) este romantică și visătoare. Ei îi place să patineze, dar adevărata sa pasiune este dansul. Ea este cea mai buna prietena al lui Yam. Jim este îndrăgostită de Ramiro apoi de Nico cu care va fi împreună până la la mijlocul sezonului 2.

### Ramiro
Ramiro ( Jorge Lopez) este un tânăr eztrem de solicitant de sine: patinaj, cântec și dansează foarte bine ... iar el are sabe. Ramiro nu ascunde sentimentele lui de dragoste pentru Yam, pentru care el este îndragoste.

### Yam
Yamila "Yam" (interpretată de Chiara Parravicini) este întitdeauna plină de idei și imaginație. Surprinsă când este atunci pe scenă cu vocea ei frumoasă, Yam este bună pentru patinaj, dar ceea ce îi place cu adevărat este să proiecteze haine.

### Pedro
Pedro (interpretat de Gastón Vietto) este grefierul de cantină de la Jam & Roller. Este transparent, onest și este dispus să facă orice pentru prieteni. Visul lui este de a pune o trupă împreună cu cel mai bun prieten al lui, Nico. Totuși se schimbă atunci când începe să vorbească cu Delfina despre relațiile lor de dragoste și se sfârșește prin care se încadrează în dragoste cu ea.

### Nico
Nicolás "Nico" (interpretat de Lionel Ferro) este responsabil pentru patinoar la Jam & Roller. El este în general onest , inteligent . Cel mai mare vis al lui este să pună o trupă împreună cu Pedro, cel mai bun prieten al lui și este îndrăgostit de Jim în sezonul 1 . În sezonul 2 Nico se îndrăgostește de Ada , sora geamănă a Evei din cauza căreia se va certa cu Pedro . El părăsește serialul la mijlocul sezonului 3 când se împacă cu Ada și decide să plece pentru totdeauna cu ea la New York .

### Nina
Nina Simonetti (interpretată de Carolina Kopelioff) este o fată foarte timidă și îi place să studieze, viața ei se schimbă atunci când ea și Luna devin adevărate prietene. Îi este rușine să se exprime și își creează un blog cu profil fals (Felicity pentru moment), doar știe de Roller Track, care este de fapt Gastón, marea sa pasiune. În sezonul 3 Nina se îndrăgostește de Eric , un băiat venit recent din Ecuador care devine prieten cu Nico și ajung să cânte împreună pentru o perioadă.
Emilia
Emilia (interpretata de Giovanna Reynaud) este la inceput rivala lui Ambar insa devine cea mai buna prietena a lui Ambar cand Ambar pleaca la Sliders. Ea are parul blond, ochi caprui, ea este o fata foarte rebela, rea si o buna patinatoare. Ea este liderul echipei Sliders si cea mai buna prietena a lui Ambar care impreuna vor face orice sa distruga Jam & Roller si pe Luna, desigur. Emilia in sezonul 3 va fi cea care va desparti cuplul Lutteo impreuna cu Ambar, insa Emilia descopera ca, in cele din urma se indragosteste cu adevarat.

## Personaje secundare

### Tamara
Tamara (interpretată de Luz Cipriota) este supraveghetoarea de la Jam & Roller. Ea este îndrăgostită de patinaj și îi place foarte mult să patineze pe pistă. Tamara este, de obicei, pretențioasă. Tamara vrea doar binele tuturor.

### Sharon Benson
Sharon Benson (interpretată de Lucila Gandolfo) este nașa lui Ámbar. Ascunde un mare secret din trecutul ei. Ea este, de fapt, mătușa Lunei (Sol Benson).

### Rey
Reinaldo "Rey" (interpretat de Rodrigo Pedreira) este asistentul doamnei Sharon care lucrează în conacul Benson. Este un om foarte misterios.

### Miguel Valente
Miguel Valente (interpretat de David Muri) este tatăl adoptiv al Lunei. El este foarte mândru de fiica lui. Lucrează ca șeful angajaților în conacul Benson.

### Mónica Valente
Mónica Valente (interpretată de Ana Carolina Valsagna) este mama adoptivă a Lunei care trăiește foarte preocupată de Luna. Este bucătăreasa doamnei Sharon și soția lui Miguel.

### Tino
Tino (interpretat de Diego Sassi Álcala) este prietenul cel mai bun al lui Cato și este foarte încurcat. Este șoferul doamnei Sharon. 

### Cato
Cato (interpretat de Germán Tripel) este prietenul cel mai bun al lui Tino prea distras și confuz. Cato îi dă Amandei o parte din medalionul Lunei. Se ocupă de întreținerea casei în conacul Benson.

### Amanda
Amanda (interpretată de Antonella Querzoli) este menajera din conacul Benson. Aceasta lucrează de foarte mulți ani acolo. Ea este verișoara lui Olga, un personaj principal din serialul Violetta.

### Mora
Mora Barza (interpretată de Paula Kohan) este un prieten apropiat al Anei, și întotdeauna este carismatică și nebună după modă. Aceasta o va ajuta pe Yam să-și urmeze visul pentru a deveni un designer de modă. 

### Ricardo Simonetti
Ricardo Simonetti (interpretat de Ezequiel Rodriguez) este tatăl Ninei și fostul soț al Anei care este dependent de jocuri video. Mâncarea lui preferată este pizza. El se îndrăgostește de Tamara, dar mai târziu ajunge să se îndrăgostească de Mora.

### Ana
Ana (interpretată de Caro Ibarra) este mama Ninei și fosta soție a lui Ricardo inteligentă și organizată. Acesteia îi place să mănânce sănătos.

## Personaje minore
- Soraya (interpretată de Verónica Segura) este supraveghetoarea de la Mâncare pe roți din Cancun unde acolo au lucrat Luna și Simon.
- Florencia "Flor" Balsano (interpretată de Thelma Fardin) este verișoara lui Matteo din Paris. Ea a spus că Matteo a fost îndrăgostit de Ambar, dar a văzut că el are o pasiune pentru Luna.
- Sebastian Villalobos (el însuși) a fost invitat în Buenos Aires pentru a ajuta pe fete la Fab and Chic. Jim și Jam sunt mari fane pentru el.
- Arcade (interpretat de Santiago Stieben) este un băiat pe care Jazmin l-a întâlnit în Puerto Madera.
- Xavi (interpretat de Gabriel Calamari) este un băiat pe care Nina l-a întâlnit în Puerto Madera. Îi plac arta și animațile.
- Roberto (interpretat de Marcello Bucossi) este omul care știe adevărul despre trecutul Lunei. A murit în primele capitole ale primului sezon.
- Mariano (interpretat de Tomás De Las Heras) este fostul iubit al Tamarei.
- Daniela (interpretată de Sol Moreno) este fosta iubită a lui Simon.

## Tabel distribuție

### Adulți
| 1  | Mexic     | Karol Sevilla       | Luna Valente / Sol Benson | Protagonistă    | Protagonistă    |   |           |                    |                |                 |                 |
| 2  | Italia    | Ruggero Pasquarelli | Matteo Balsano            | Protagonist     | Protagonist     |   |           |                    |                |                 |                 |
| 3  | Argentina | Valentina Zenere    | Ámbar Smith               | Antagonistă     | Antagonistă     | 4 | Mexic     | Michael Ronda      | Simón Álvarez  | Protagonist     | Protagonist     |
| 5  | Mexic     | Giovanna Reynaud    | Emilia Mansfield          | Antagonistă     | Antagonistă     | 6 | Argentina | Carolina Kopelioff | Nina Simonetti | Co-Protagonistă | Co-Protagonistă |
| 7  | Argentina | Agustin Bernasconi  | Gastón Perida             | Co-Protagonist  | Co-Protagonist  |   |           |                    |                |                 |                 |
| 8  | Argentina | Katja Martínez      | Jazmín Gorjesí            | Co-Protagonistă | Co-Protagonistă |   |           |                    |                |                 |                 |
| 9  | Argentina | Chiara Parravicini  | Yamila "Yam" Sánchez      | Co-Protagonistă | Co-Protagonistă |   |           |                    |                |                 |                 |
| 10 | Chile     | Jorge López         | Ramiro Ponce              | Co-Protagonist  | Co-Protagonist  |   |           |                    |                |                 |                 |
| 11 | Spania    | Ana Jara            | Jimena "Jim" Medina       | Co-Protagonistă | Co-Protagonistă |   |           |                    |                |                 |                 |
| 12 | Argentina | Gastón Vietto       | Pedro Arias               | Co-Protagonist  | Co-Protagonist  |   |           |                    |                |                 |                 |
| 13 | Argentina | Lionel Ferro        | Nicolás "Nico" Navarro    | Co-Protagonist  | Co-Protagonist  |   |           |                    |                |                 |                 |

| Actor | Actor     | Actor                 | Personaje                | Sezon           | Sezon           |
| Actor | Actor     | Actor                 | Personaje                | 1               | 2               |
| ----- | --------- | --------------------- | ------------------------ | --------------- | --------------- |
| 1     | Argentina | Luz Cipriota          | Tamara Ríos              | Protagonistă    | Invitată        |
| 2     | Brazilia  | Estela Ribeiro        | Juliana                  |                 | Antagonistă     |
| 3     | Argentina | Lucila Gandolfo       | Sharon Benson            | Antagonistă     | Antagonistă     |
| 4     | Argentina | Rodrigo Pedreira      | Reinaldo "Rey" Gutiérrez | Co-Protagonist  | Co-Protagonist  |
| 5     | Mexic     | David Murí            | Miguel Valente           | Co-Protagonist  | Co-Protagonist  |
| 6     | Mexic     | Ana Carolina Valsagna | Mónica Valente           | Co-Protagonistă | Co-Protagonistă |
| 7     | Argentina | Roberto Carnaghi      | Alfredo Benson           | Co-Protagonist  | Co-Protagonist  |
| 8     | Argentina | Diego Sassi Alcalá    | Tino                     | Co-Protagonist  | Co-Protagonist  |
| 9     | Argentina | Germán Tripel         | Cato                     | Co-Protagonist  | Co-Protagonist  |
| 10    | Argentina | Antonella Querzoli    | Amanda                   | Co-Protagonistă | Co-Protagonistă |
| 11    | Argentina | Paula Kohan           | Mora Barza               | Co-Protagonistă | Co-Protagonistă |
| 12    | Argentina | Ezequiel Rodríguez    | Ricardo Simonetti        | Co-Protagonist  | Co-Protagonist  |
| 13    | Argentina | Caro Ibarra           | Ana Simonetti            | Co-Protagonistă | Co-Protagonistă |